# Хасон Хајтс (Пенсилванија)
Хасон Хајтс (енгл. Hasson Heights) насељено је место без административног статуса у америчкој савезној држави Пенсилванија.

## Демографија
По попису из 2010. године број становника је 1.351, што је 144 (-9,6%) становника мање него 2000. године.
| Група             | 2000.         | 2010.         |
| Белци             | 1.466 (98,1%) | 1.318 (97,6%) |
| Афроамериканци    | 9 (0,6%)      | 13 (1,0%)     |
| Азијати           | 0 (0,0%)      | 7 (0,5%)      |
| Хиспаноамериканци | 8 (0,5%)      | 10 (0,7%)     |
| Укупно            | 1.495         | 1.351         |